# Nectar (boisson)
Pour les articles homonymes, voir Nectar.
Un nectar de fruit est une boisson obtenue à partir de jus de fruits ou de purées de fruits, auxquels sont ajoutés de l'eau et éventuellement du sucre, du miel ou des édulcorants avant l'embouteillage. Les fruits qui sont le plus souvent utilisés pour faire des nectars sont les fruits pulpeux comme la banane (ou l'abricot, la pêche et la poire), ou acides comme les fruits rouges. Il existe aussi des nectars d'orange ou de pomme qui sont des produits économiques. 
En France, la teneur minimale en fruits des nectars est réglementée et comprise entre 25 et 50 % minimum, en fonction de la variété du fruit. Elle est de :
- 50 % pour les pommes, poires, pêches, agrumes, (sauf citrons), ananas, tomates, baies de sureau, coings, etc.
- 40 % pour les cynorhodons, cerises autres que griottes, myrtilles, framboises, fraises, mûres, abricots, etc.
- 35 % pour les cerises griottes.
- 30 % pour les groseilles à maquereau, prunes, prunelles, quetsches, sorbes, airelles rouges, etc.
- 25 % pour les fruits de la passion, morelles de quito, cassis, groseilles blanches ou rouges, fruits de l'argousier, citrons et limettes, mangues, bananes, goyaves, papayes, litchis, azeroles, corossols, cœur de bœuf, chérimoles, grenades, pomme de cajou, mombin (ou caja), imbu, etc.

L'usage d'édulcorants est autorisé pour la fabrication des nectars sans sucres ajoutés ou à valeur énergétique réduite.